# Parc Nacional Karagöl-Sahara
El Parc Nacional Karagöl-Sahara (turc: Karagöl-Sahara Milli Parkı), establert el 31 d'agost de 1994, és un parc nacional que es troba al districte de Şavşat de la província d'Artvin, Turquia. Es troba a la Regió de la Mar Negra i està format per dues zones separadesː Karagöl i l'altiplà del Sàhara. Karagöl es troba a 45 km de Şavşat, mentre que l'altiplà del Sàhara es troba a 17 km de la ciutat.
El parc nacional té una superfície de 3,251 ha (8,030 acres) a una altitud mitjana de 1,800 m per sobre del nivell del mar. Karagol és una de les principals atraccions turístiques de la província. Les seves muntanyes acullen molts llacs glacials, sent el llac Karagol un dels llacs del cràters a la regió. El nom Karagol significa "llac negre" en turc, pel fet que sembla més fosc que blau a la superfície.